# 護花情迷
《護花情迷》（英語：My Wife's Bodyguard），1999年上映的香港电影，导演劉俊輝，主演林威、金喬柏、崔彼得、韓小冰、曹天生、關永豪。

## 剧情
该片讲述一名黑幫老大及他妻子所發生的故事。

## 演出
| 演员   | 角色 | 备注 |
| 林威   |      |      |
| 金喬柏 |      |      |
| 崔彼得 |      |      |
| 韓小冰 |      |      |
| 曹天生 |      |      |
| 關永豪 |      |      |

## 制作
劉俊輝相隔多年重回幕前参演该片。

## 外部連結
- 香港影庫上《護花情迷》的資料（繁體中文）
- 豆瓣电影上《護花情迷》的資料 （简体中文）